# Ion Gigurtu
Ion Gigurtu (ur. 24 czerwca 1886 w Turnu Severin, zm. 24 listopada 1959 w Rymniku) – rumuński ekonomista, inżynier i polityk, premier Rumunii między 4 lipca, a 5 września 1940.

## Życiorys
Syn gen. Petre Gigurtu i Olgi. Po ukończeniu szkoły średniej w Krajowie wyjechał na studia do Niemiec. Kształcił się w Technische Universität Bergakademie we Freibergu, gdzie uzyskał dyplom inżyniera górnictwa. W latach 1912–1916 pracował jako inspektor w ministerstwie przemysłu i handlu. W 1913 został powołany do służby wojskowej, w czasie II wojny bałkańskiej służył jako oficer zwiadu w sztabie 1 Korpusu. W czasie I wojny światowej walczył w stopniu porucznika, pod koniec wojny awansowany do stopnia kapitana. 
Po zakończeniu wojny był jednym z założycieli Rumuńskiego Towarzystwa Przemysłu i Handlu, powstałego w październiku 1919. Związał się z Partią Ludową Alexandru Averescu, ale nie przejawiał większej aktywności politycznej. W latach 1926–1927 zasiadał w Izbie Deputowanych. W 1932 związał się z grupą Octaviana Gogi, która opuściła szeregi Partii Ludowej. W latach 30. Gigurtu założył czasopismo Libertatea, pisząc artykuły poświęcone polityce zagranicznej Rumunii, a także problematyce ekonomicznej. Dzięki wsparciu Gogi w latach 1937–1938 Gigurtu pełnił przez trzy miesiące funkcję ministra przemysłu i handlu.
W kwietniu 1938 powracający do władzy Karol II przywrócił Gigurtu miejsce w Najwyższej Radzie Ekonomicznej. W listopadzie 1939 objął stanowisko ministra robót publicznych i komunikacji, które sprawował do czerwca 1940. 9 września 1939 Gigurtu został wysłany przez króla do Berlina, gdzie spotkał się z Hermannem Göringiem zapewniając go, że Niemcy powinni zaufać Rumunii w obliczu nadchodzącego konfliktu z ZSRR. 1 czerwca 1940 objął resort spraw zagranicznych, które sprawował przez trzy tygodnie. Był zwolennikiem zbliżenia z Niemcami i zwiększenia dwustronnej wymiany towarowej. W czasie kryzysu politycznego wywołanego ultimatum ZSRR z żądania terytorialnymi wobec Rumunii (Besarabii i północnej Bukowiny) Gigurtu odpowiadał za przyjęcie ultimatum Kremla.
Po dymisji rządu kierowanego przez Gheorghe Tătărescu, król powierzył urząd premiera Ionowi Gigurtu. 26 lipca 1940 Gigurtu spotkał się z Adolfem Hitlerem w Berghof i z ministrem Joachimem von Ribbentropem. Spotkanie to przyspieszyło podjęcie decyzji, na które nalegała strona niemiecka. Z inicjatywy nowego premiera w lipcu 1940 Rumunia opuściła Ligę Narodów i podpisała nowe porozumienie handlowe z Niemcami. Zmiany ustawodawcze doprowadziły do wprowadzenia zakazu strajków, a także rozszerzenia ustawodawstwa antyżydowskiego. Osoby pochodzenia żydowskiego nie mogły być zatrudniane w urzędach i zawierać małżeństw z chrześcijanami. Nie mogły także służyć w armii, mając równocześnie obowiązek świadczenia nieodpłatnych prac na rzecz państwa.
Do dymisji rządu Iona Gigurtu doprowadziło podpisanie II arbitrażu wiedeńskiego (30 sierpnia 1940), który zdecydował o oddaniu Węgrom Północnego Siedmiogrodu, pod naciskiem Niemiec. Gigurtu pozostał do końca wojny na terytorium Rumunii. Zatrzymany 5 października 1944, znalazł się w areszcie domowym. W latach 1946–1948 Gigurtu był kilkakrotnie aresztowany, a następnie uwalniany z więzienia decyzją nowych władz.
Po raz ostatni został aresztowany w nocy 5/6 maja 1950, wraz z kilkoma urzędnikami z okresu rządów Karola II. Trafił do więzienia w Syhocie, gdzie ponad sześć lat oczekiwał na proces. W 1956 stanął przed sądem. W procesie pokazowym został skazany na 15 lat więzienia. Ostatnie lata życia spędził w więzieniu w Rymniku, gdzie zmarł.

## Publikacje
- 1916: Dezvoltarea industriei în România (Rozwój przemysłu w Rumunii)
- 1918: Posibilitățile de refacere și dezvoltare a industriei în România (Perspektywy odbudowy i rozwoju przemysłu w Rumunii)
- Industria mecanică metalurgică. Studiu economico-statistic (Przemysł metalurgiczny. Studium ekonomiczno-statystyczne)
- 1931: Politica minieră a Statului cu privire la exploatațiile metalifere (Państwowa polityka wydobywcza a przemysł metalurgiczny)